# 567-й штурмовой авиационный полк
567-й штурмово́й авиацио́нный Берлинский полк — авиационная воинская часть ВВС РККА штурмовой авиации в Великой Отечественной войне.

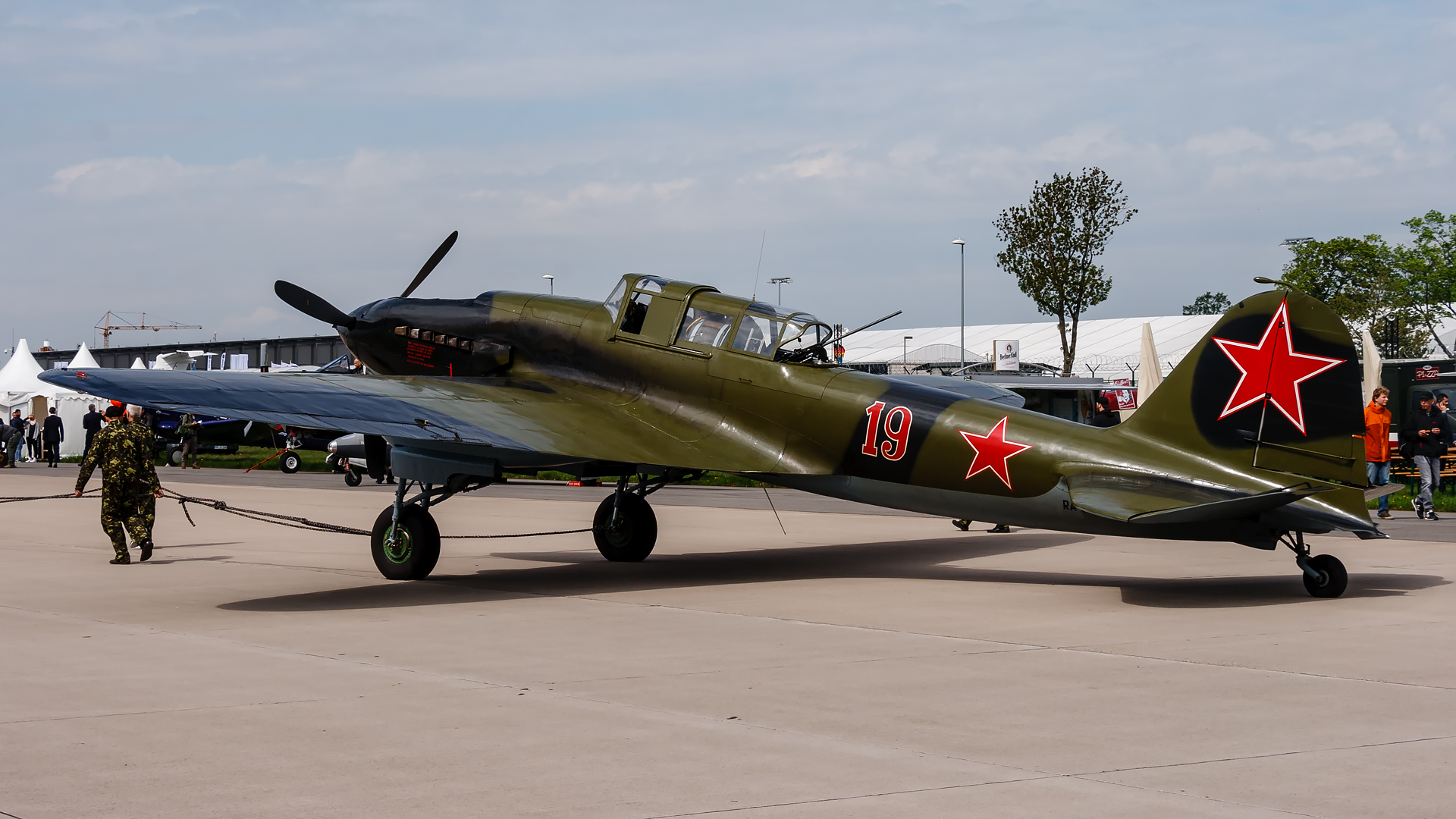
Конструкторы называли разработанный ими штурмовик Ил-2 «летающим танком», пилоты-истребители люфтваффе прозвали его «бетонным самолётом» (нем. Betonflugzeug), солдаты вермахта называли его «чумой» (нем. Schwarzer Tod, дословно: «чёрная смерть»).

## Наименование полка
За время своего существования полк не менял наименования:
- 567-й истребительный авиационный полк[1];
- 567-й штурмовой авиационный полк[2][3];
- 567-й штурмовой авиационный Берлинский полк[2][3].

## История и боевой путь полка
Полк первоначально был сформирован как 567-й истребительный авиационный полк. Приказом командира 1-й запасной авиационной бригады № 00102 от 9 октября 1941 года полк переформирован в 567-й штурмовой авиационный полк. Формирование происходило по штату № 015/156 в Воронеже на самолётах Ил-2. 1 декабря 1941 года полк в составе 1-й запасной авиационной бригады эвакуирован в Куйбышев.
Формирование полка техническим составом производилось за счет 66-го штурмового авиационного полка, проходившего переформирование в 1-й запасной авиационной бригаде в Куйбышеве. Лётный состав и руководство полка прибыли из полков, ранее летавших на самолётах СБ, а также из молодых лётчиков, находившихся в резерве в авиационном полку в Торжке. Командиром авиаполка назначен майор Белецкий Антон Федосеевич.
13 февраля 1942 года полк закончил программу переучивания на самолёте Ил-2 и 14 февраля убыл в составе 19 экипажей на фронт. 15 февраля полк базировался на аэродроме Остафьево, войдя в состав 1-й авиабригады главного командования. 23 февраля 1942 года полк передал 12 самолётов Ил-2 в 556-й штурмовой авиационный полк и 3 самолёта Ил-2 вместе с лётно-техническим составом в 198-й штурмовой авиационный полк, после чего 10 лётчиков полка вылетели в Куйбышев для получения новых Ил-2. 13 марта 1942 года лётчики авиаполка пригнали из Куйбышева 10 самолётов Ил-2. 18 и 19 марта полк получил ещё 10 самолётов, которые пригнали лётчики перегоночной авиаэскадрильи.

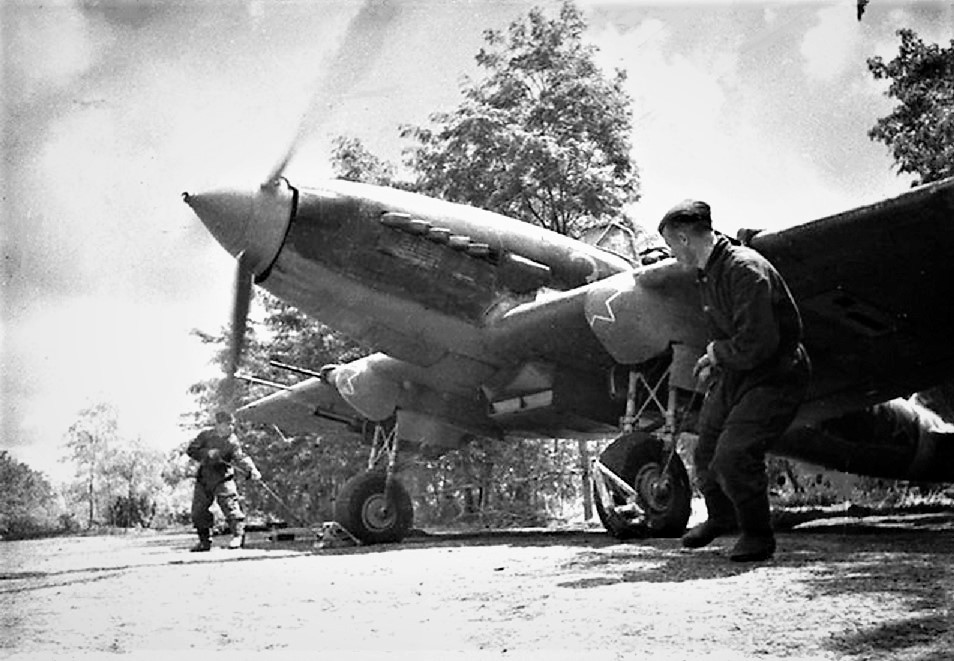
Штурмовик Ил-2 готовится вырулить на взлет.

24 марта 1942 года полк убыл на Северо-Западный фронт в состав 2-й ударной авиагруппы на аэродром Болотное. Боевую работу полк начал 31 марта 1942 года, приняв участие в Демянской наступательной операции.
За период пребывания в составе 2-й ударной авиагруппы с 31 марта по 14 июня 1942 года полк выполнил 81 боевой вылет с налётом 78 часов. В результате боевых действий уничтожено и повреждено: 115 автомашин с пехотой и грузом, 85 подвод с боеприпасами и грузом, 2 зенитных артиллерийских батареи, 3 бензоцистерны, 20 железнодорожных вагонов и грузов, 11 зенитных пулемётных точек, 5 танков, 3 склада с боеприпасами, 11 складов с горючим. Уничтожено на аэродромах противника 23 самолёта Ju-52 и Ju-88 и повреждено 7 самолётов. За это же время полк потерял 13 самолётов Ил-2 и 12 лётчиков, в том числе не вернулось с боевого задания 11 лётчиков и один тяжело ранен при бомбардировке аэродрома авиацией противника.
15 июня 1942 года полк убыл в тыл на доукомплектование лётным составом в распоряжение командира 1-й запасной авиационной бригады в Куйбышев. 2 сентября 1942 года полк убыл на Воронежский фронт на аэродром Угольное (Липецк), где вошёл в состав 205-й истребительной авиационной дивизии 2-й воздушной армии, где принимал участие в Сталинградской битве и Среднедонской операции. С 15 сентября по 2 октября 1942 года полк произвёл 202 боевых вылета, с 27 октября по 1 ноября действовал по срыву железнодорожных перевозок на участке «Острогожск-Алексеевка» и произвёл 54 боевых вылета, с 22 ноября по 10 декабря полк участвовал в прорыве фронта северо-западнее Сталинграда в районе Вёшенская — Клетская, где выполнено 79 боевых вылетов; с 16 по 25 декабря 1942 года полк содействовал наземным частям на участке среднего течения р. Дон, произведён 21 боевой вылет. За это время уничтожено и повреждено: 400 автомашин с войсками и грузом, 16 танков, 5 паровозов, 226 вагонов, 22 миномётных батареи, 13 батарей зенитной артиллерии, 8 пулемётных точек, 16 складов с боеприпасами, 179 повозок с грузами, 2 самолёта He-126 (один сбит в воздухе), 3 бронемашин, создано 26 очагов пожаров, 3 бензоцистерны, 29 артиллерийских батарей, подавлен огонь 42 зенитных, 16 артиллерийских и 19 миномётных батарей, 13 пулемётных точек. При этом полк потерял 6 лётчиков.
5 января 1943 года убыл в тыл на доукомплектование лётным составом в распоряжение командира 1-й запасной авиационной бригады в Куйбышев. С 15 января 1943 года по 15 января 1944 года полк находился на станции Кинель-Черкассы Куйбышевской области в составе 43-го запасного авиационного полка 1-й запасной штурмовой авиационной бригады на формировании. 31 марта 1943 года прибыла делегация Туркменской ССР во главе с Председателем Президиума Верховного Совета Туркменской ССР и вручила полку 20 самолётов от колхозников Туркменской ССР. 22 января 1944 года полк убыл в Красноград, где вошёл в состав 198-й штурмовой авиадивизии 6-го штурмового авиационного корпуса Резерва Ставки ВГК.
12 февраля 1943 года полк перебазировался на аэродром Миргород и вошёл в состав 198-й штурмовой авиадивизии 6-го штурмового авиационного корпуса, где с 15 февраля по 22 апреля занимался учебно-боевой подготовкой и комплектованием лётным и техническим составом. 22 апреля полк перебазировался на аэродром Козельщина, где продолжал учебно-боевую подготовку и обучение лётного состава боевому применению самолётов Ил-2.
198-я штурмовая авиационная дивизия во исполнение приказа НКО от 26.06.1944 г. в период с 7 по 12 июля 1944 года перебазировалась для боевой работы на оперативные аэродромы. Полк 6 июля перебазировался на аэродром Медвежка (Чарторийск) для участия в Белорусской операции на ковельском направлении. 22 июля 1944 года полк перебазировался на аэродром Ненцы (18 км северо-восточнее г. Ковель). 30 июля 1944 года полк перебазировался на аэродром Любартув (20 км севернее г. Люблин) для обеспечения боевых действий наземных войск по захвату и расширению Варковского плацдарма. С этих аэродромов в июле 1944 года полк произвёл 35 боевых вылетов. Уничтожено и повреждено: 2 танка, 49 артиллерийских батарей на огневых позициях, 2 батареи зенитной артиллерии и малой зенитной артиллерии, 17 повозок, 130 солдат и офицеров. Не вернулось с боевого задания 4 экипажа.
В августе 1944 года полк выполнил 193 боевых вылета. Уничтожено и повреждено: 20 танков, сбито 2 самолёта противника, уничтожено и повреждено 3 железнодорожных вагона, 149 грузовых автомобилей, 21 повозка, 10 орудий зенитной артиллерии, 11 орудий полевой артиллерии, взорвано: 3 склада ГСМ, подавлено 17 батарей зенитной артиллерии, создано 47 очагов пожара, уничтожено 985 солдат и офицеров противника. Собственные потери: 5 экипажей. 18 августа 1944 года полк перебазировался на аэродром Новинки для обеспечения боевых действий по удержанию и расширению Варковского плацдарма. 8 сентября полк перебазировался на аэродром Городище (6 км восточнее Каменец-Литовска) для учебно-боевой подготовки, пополнения лётным составом, а также материальной частью с целью подготовки к предстоящей боевой операции. Выполняя эту же задачу, полк 20 сентября перебазировался на аэродром Миньковичи, что в 20 км северо-восточнее Высоко-Литовска.
6 октября 1944 года полк перебазировался на аэродром Куровице (18 км севернее Соколув Подляска) для ведения боевой работы во взаимодействии с 65-й армией, которой была поставлена задача удержать и расширить Наревский плацдарм. Полк имел также дополнительную боевую задачу — содействовать частям 47-й и 70-й армиям в прорыве оборонительной полосы противника в междуречье Нарев-Висла на участке Зегже-Генрыкув. За октябрь полк произвёл 339 боевых вылетов, потерял 5 лётчиков и 7 воздушных стрелков, 7 самолётов, уничтожил и повредил 30 танков, 2 железнодорожных вагона, 90 грузовых автомобилей, 1 легковой автомобиль, 16 повозок, 5 миномётов, 17 орудий зенитной артиллерии, 11 пулемётов, 30 полевых орудий, взорвал 2 склада с боеприпасами, 4 склада ГСМ, подавил 21 батарею зенитной артиллерии, 25 батарей полевой артиллерии, создал 10 очагов пожара и 4 взрыва, уничтожил и рассеял 1430 солдат и офицеров.
24 ноября полк перебазировался на аэродром Вежбно, где продолжал подготовку к боевым действиям в Висло-Одерской операции. 13 января 1945 года полк перебазировался на аэродром Меня (8 км северо-западнее г. Калушин), откуда вёл боевую работу, взаимодействуя с частями 5-й ударной армии и 12-го танкового корпуса в Варшавско-Познанской операции. 22 января 1945 года полк перелетел на аэродром Валиска, 25 января — на аэродром Стшегоцин (8 км южнее Кутно). 31 января 1945 года полк перелетел на аэродром Замтер, где занимался учебно-боевой подготовкой до 19 февраля 1945 года. 19 февраля полк перебазировался на аэродром Шнайдемюль для участия в Померанской операции. После завершения боёв за город Познань и Померанской операции, полк занимался учебно-боевой подготовкой на аэродроме Шнайдемюль. 31 марта 1945 года полк перебазировался на аэродром Симонсдорф (5 км северо-западнее г. Зольдин).
14 апреля 1945 года полк в условиях сильного противодействия зенитной артиллерии противника группами по 2−4 самолёта под прикрытием истребителей 234-й истребительной авиационной дивизии вел разведку оборонительной полосы противника в районе Цехин, Лечин, Гузов и двумя группами по 6 и 15 Ил-2 уничтожали артиллерию противника на огневых позициях в районах Цехин, Вербис. Выполнено 30 самолёто-вылетов. 16 апреля 1945 года в сложных метеоусловиях при сильном противодействии зенитной артиллерии противника полк группами по 4−8 Ил-2 под прикрытием истребителей 234-й истребительной авиационной дивизии содействовал прорыву обороны противника войсками 5-й ударной армии с плацдарма на западном берегу р. Одер на участке Лечин, Гузов, уничтожая артиллерию, живую силу и технику противника в районе Альт, Фридлянд, Прешцель, Мюнхенберг, Зеелов. В этот день полк произвёл 72 боевых вылета. Началась Берлинская операция. 23 апреля полк перебазировался на аэродром Малый Кенигсберг, 26 апреля — Бернау, а 29 апреля — Бухгольц (15 км восточнее Берлина). С 1 мая 1945 года полк находился в боевой готовности № 2. Одной группой 7 Ил-2 под усиленным прикрытием истребителей полк произвёл киносъёмку для хроники и специальное фотографирование западной части центра Берлина и действий нашей авиации над Берлином.
В составе действующей армии полк находился с 28 марта по 15 июня, с 7 сентября по 25 декабря 1942 года, с 7 июля по 8 сентября, с 7 по 27 октября и с 25 ноября 1944 года по 9 мая 1945 года. Всего за годы войны полк выполнил 1717 боевых вылетов, потерял 33 летчика, 17 воздушных стрелков, 7 техников, 59 самолётов.

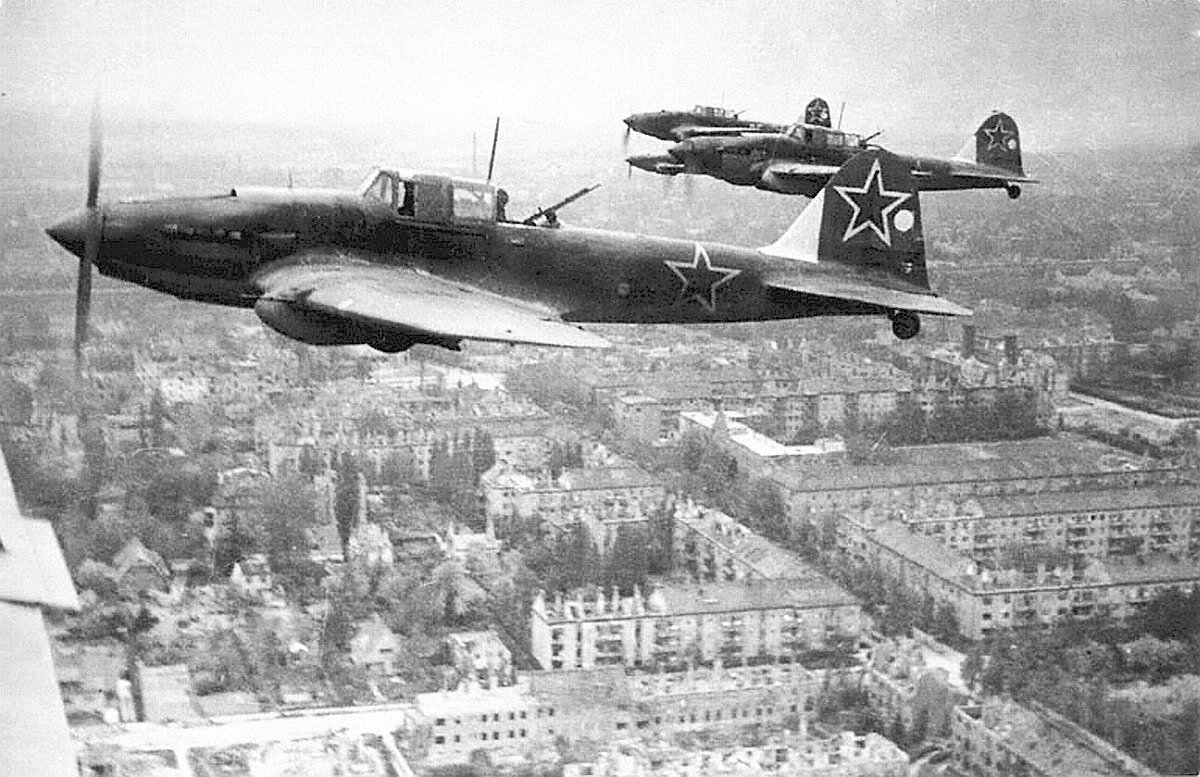
Звено Ил-2м полка над Берлином в мае 1945 года. На фото видны отличительные признаки раскраски.

После войны полк вместе с дивизией входил в состав 6-го штурмового авиационного корпуса 16-й воздушной армии 1-го Белорусского фронта (с 10 июня 1945 года — Группа советских оккупационных войск в Германии) и базировался на аэродроме Вернойхен. 15 июля 1945 года полк перелетел на аэродром Виттшток (75 км северо-западнее Берлина). В связи с расформированием 198-й штурмовой авиадивизии полк был передан в состав 197-й штурмовой авиадивизии и 1 декабря 1945 года без самолётов перебазировался на аэродром Деммин (100 км северо-западнее Штеттина). В феврале 1946 года 197-я штурмовая авиационная дивизия перебазирована в состав 11-й воздушной армии Тбилисского военного округа на аэродромы Армении. Штаб дивизии располагался в посёлке Октемберян, ныне Армавир Армянской ССР, 567-й штурмовой авиационный полк также в посёлок Октемберян, ныне Армавир Армянской ССР.
После перебазирования на новый аэроузел дивизия была перевооружена на новые самолёты Ил-10. 28 июня 1946 года дивизия вместе с полками расформирована в составе 11-й воздушной армии Тбилисского военного округа.

## Командиры полка
- майор Белецкий Антон Федосеевич[3], 09.10.1941 — 15.06.1942
- майор Ломовцев Дмитрий Леонтьевич[3], 15.06.1942 — 05.01.1943
- майор Швецов Александр Николаевич[3], 05.01.1943 — 20.11.1944
- майор Свирс Борис Карпович[5], 20.11.1944 — 07.1946

## В составе объединений
| Дата          | Фронт (округ)                                   | Армия                            | Корпус                           | Дивизия                                  | Примечания |
| ------------- | ----------------------------------------------- | -------------------------------- | -------------------------------- | ---------------------------------------- | ---------- |
| 09.10.1941 г. | Орловский военный округ                         | ВВС Орловского военного округа   | 1-я запасная авиационная бригада |                                          |            |
| 01.12.1941 г. | Приволжский военный округ                       | ВВС Приволжского военного округа | 1-я запасная авиационная бригада |                                          |            |
| 14.02.1942 г. | Московский военный округ                        | ВВС Московского военного округа  | 1-я авиационная бригада          |                                          |            |
| 24.03.1942 г. | Северо-Западный фронт                           | Ударные авиационные группы СВГК  | 2-я ударная авиационная группа   |                                          |            |
| 15.06.1942 г. | Приволжский военный округ                       | ВВС Приволжского военного округа | 1-я запасная авиационная бригада |                                          |            |
| 02.09.1942 г. | Воронежский фронт                               | 2-я воздушная армия              |                                  | 205-я истребительная авиационная дивизия |            |
| 02.09.1942 г. | Воронежский фронт                               | 2-я воздушная армия              |                                  | 205-я истребительная авиационная дивизия |            |
| 05.01.1943 г. | Приволжский военный округ                       | ВВС Приволжского военного округа | 1-я запасная авиационная бригада | 43-й запасной авиационный полк           |            |
| 12.02.1944 г. | 2-й Украинский фронт                            | 5-я воздушная армия              | 6-й штурмовой авиационный корпус | 198-я штурмовая авиационная дивизия      |            |
| 25.03.1944 г. | Резерв Ставки ВГК                               |                                  | 6-й штурмовой авиационный корпус | 198-я штурмовая авиационная дивизия      |            |
| 01.04.1944 г. | Харьковский военный округ                       |                                  | 6-й штурмовой авиационный корпус | 198-я штурмовая авиационная дивизия      |            |
| 07.07.1944 г. | 1-й Белорусский фронт                           | 6-я воздушная армия              | 6-й штурмовой авиационный корпус | 198-я штурмовая авиационная дивизия      |            |
| 01.08.1944 г. | 1-й Белорусский фронт                           | 16-я воздушная армия             | 6-й штурмовой авиационный корпус | 198-я штурмовая авиационная дивизия      |            |
| 08.09.1944 г. | Резерв Ставки ВГК                               | 16-я воздушная армия             | 6-й штурмовой авиационный корпус | 198-я штурмовая авиационная дивизия      |            |
| 07.10.1944 г. | 1-й Белорусский фронт                           |                                  | 6-й штурмовой авиационный корпус | 198-я штурмовая авиационная дивизия      |            |
| 27.10.1944 г. | Резерв Ставки ВГК                               |                                  | 6-й штурмовой авиационный корпус | 198-я штурмовая авиационная дивизия      |            |
| 25.11.1944 г. | 1-й Белорусский фронт                           | 16-я воздушная армия             | 6-й штурмовой авиационный корпус | 198-я штурмовая авиационная дивизия      |            |
| 09.05.1945 г. | 1-й Белорусский фронт                           | 16-я воздушная армия             | 6-й штурмовой авиационный корпус | 198-я штурмовая авиационная дивизия      |            |
| 10.06.1945 г. | Группа советских оккупационных войск в Германии | 16-я воздушная армия             | 6-й штурмовой авиационный корпус | 198-я штурмовая авиационная дивизия      |            |
| 01.12.1945 г. | Группа советских оккупационных войск в Германии | 16-я воздушная армия             | 6-й штурмовой авиационный корпус | 197-я штурмовая авиационная дивизия      |            |
| 01.05.1946 г. | Тбилисский военный округ                        | 11-я воздушная армия             |                                  | 197-я штурмовая авиационная дивизия      |            |
| 28.08.1946 г. | Тбилисский военный округ                        | 11-я воздушная армия             |                                  | 197-я штурмовая авиационная дивизия      |            |

## Участие в операциях и битвах
- Битва за Ленинград:
  - Демянской наступательной операции[4], с 30 марта по 25 мая 1942 года.
- Сталинградская битва, с 15 сентября 1942 года по 15 января 1943 года.
- Среднедонская операция, с 16 по 23 декабря 1942 года.
- Белорусская операция (1944) с 7 июля 1944 года по 29 августа 1944 года.
  - Минская операция[6] с 29 июня по 4 июля 1944 года.
  - Люблин-Брестская операция[6] с 18 июля по 2 августа 1944 года.
- Висло-Одерская операция с 12 января по 3 февраля 1945 года.
- Варшавско-Познанская операция[6] с 14 января по 3 февраля 1945 года.
- Восточно-Померанская операция[6] с 10 февраля по 20 марта 1945 года.
- Берлинская операция[6] с 16 апреля по 8 мая 1945 года.

## Почётные наименования
- 567-му штурмовому авиационному полку за отличие в боях при разгроме берлинской группы немецких войск овладением столицы Германии городом Берлин — центром немецкого империализма и очагом немецкой агрессии Приказом НКО СССР № 111 от 11 июня 1945 года на основании Приказа ВГК № 359 от 2 мая 1945 года присвоено почётное наименование «Берлинский»[7].

## Благодарности Верховного Главнокомандующего
Воинам полка в составе 198-й штурмовой авиадивизии Верховным Главнокомандующим объявлены благодарности:
- За отличие в боях при овладении городом Варшава — важнейшим стратегическим узлом обороны немцев на реке Висла[8].
- За отличие в боях при овладении городами и крупными узлами коммуникаций Сохачев, Скерневице и Лович — важными опорными пунктами обороны немцев[9].
- За отличие в боях при овладении городами Лодзь, Кутно, Томашув (Томашов), Гостынин и Ленчица[10].
- За отличие в боях при овладении городами Бервальде, Темпельбург, Фалькенбург, Драмбург, Вангерин, Лабес, Фрайенвальде, Шифельбайн, Регенвальде и Керлин — важными узлами коммуникаций и сильными опорными пунктами обороны немцев в Померании[11].
- За отличие в боях при овладении городами Бельгард, Трептов, Грайфенберг, Каммин, Гюльцов и Плате — важными узлами коммуникаций и сильными опорными пунктами обороны немцев в Западной Померании[12].

Воинам полка в составе 6-го штурмового авиационного Люблинского Краснознаменного корпуса Верховным Главнокомандующим объявлены благодарности:
- За отличие в боях при овладении городом и важным опорным пунктом обороны немцев и крупным железнодорожным узлом — городом Ковель[13].
- За отличие в боях при овладении штурмом городом Хелм (Холм) — важным опорным пунктом обороны немцев на люблинском направлении[14].
- За отличие в боях при овладении городом и крупным железнодорожным узлом Люблин — важным опорным пунктом обороны немцев, прикрывающим пути на Варшаву[15].
- За отличие в боях при овладении городами Седлец, Миньск-Мазовецки и Луков — мощными опорными пунктами обороны немцев на подступах к Варшаве[16].
- За отличие в боях при овладении городами Влоцлавек и Бжесць-Куявски — крупными узлами коммуникаций и опорными пунктами обороны немцев на левом берегу Вислы, при форсировании реки Варта и овладении с боем город Коло[17].
- За отличие в боях при овладении городами Хоэнзальца (Иновроцлав), Александров, Аргенау и Лабишин — важными узлами коммуникаций и опорными пунктами обороны немцев на подступах к городу Бромберг (Быдгощ)[18].
- За овладение городом Быдгощ (Бромберг) — важным узлом железных и шоссейных дорог и мощным опорным пунктом обороны немцев у нижнего течения Вислы[19].
- За владение городами Франкфурт-на-Одере, Вандлитц, Ораниенбург, Биркенвердер, Геннигсдорф, Панков, Фридрихсфелъде, Карлсхорст, Кепеник и вступление в столицу Германии город Берлин[20].
- За отличие в боях при разгроме берлинской группы немецких войск овладением столицы Германии городом Берлин — центром немецкого империализма и очагом немецкой агрессии[7].

## Отличившиеся воины
- Круглов Павел Михайлович, капитан, штурман полка, Указом Президиума Верховного Совета СССР от 23 февраля 1945 года за мужество, отвагу и героизм, проявленные в борьбе с немецко-фашистскими захватчиками присвоено звание Героя Советского Союза с вручением ордена Ленина и медали «Золотая звезда» (№ 5968).